# Vitim (rijeka)
Vitim (ruski: Витим) je glavna pritoka rijeke Lene. 
Izvire istočno od Bajkalskog jezera. Vitim teče 1,978 km sjeverno kroz Transbajkalske planine i grad Bodajbo. Smrzava se od studenog do svibnja. Plovan je od Lene do Bodajba. Uzvodno se po rijeci mogu vući teglenice, ali to je sve rjeđa pojava. Nekada, su brodovi u većoj mjeri prevozili robu preko rijeke, sve do kasnih 1940-ih. Vitim je izvrsno mjesto za rafting, ali se rijetko posjećuje zbog svoje izolacije.
Prvi ruski istraživač rijeke vjerojatno je bio Maksim Perfiljev (1639. – 1640.), koji se bavio istraživanjem rijeke Amur i prvi je Rus, koji je došao na područje Transbajkalije.
Baissa, jedan od poznatih lokaliteta fosilnih kukaca nalazi se na lijevoj obali rijeke Vitim.
Preko rijeke Vitim, prelazi jedan od najopasnijih mostova na svijetu za automobile, dugačak oko 500 m.
Godine 1961., završena je brana Mamakanske hidroelektrane od 86 MW na lijevom pritoku Mamakan, jedna od prvih brana izgrađena na permafrostu. Visina brane je 57 m, a duljina 345 m.
Tajanstveni događaj nazvan "Vitimski događaj", dogodio se 25. rujna 2002. u blizini grada Bodajbe. Vjeruje se, da se radilo o padu kometa. Ima sličnosti s Tunguskom ekspolozijom.

## Vanjske poveznice
|  | Zajednički poslužitelj ima još gradiva o temi Vitim (rijeka) |